# Coffee badging
Le terme coffee badging (littéralement, « présenter son insigne [d'entreprise] pour prendre un café ») renvoie à la pratique de salariés qui se présentent au bureau le temps de se servir un café, d'échanger avec quelques personnes, puis d'aller travailler à un endroit hors du bureau.
Elle permet de remplir une exigence de présence au bureau pour les salariés qui partagent leur temps de travail entre le bureau et la maison à la suite de la mise en œuvre de politiques corporatives obligeant la présence au bureau d'au moins une journée par semaine, politiques appliquées dans la foulée de la pandémie de Covid-19, qui avait été une période où les employeurs préconisaient le travail à distance,,.
Le coffee badging mettrait en lumière le souhait de plusieurs salariés de travailler dans un environnement attractif, productif et sans stress. Cette pratique reflèterait une érosion du lien de confiance entre les salariés et leurs employeurs,.
Il est vu comme un rejet de l'esprit de collaboration avec l'ensemble de ses collègues au bureau.
Il encouragerait la socialisation au détriment de la productivité et contribuerait à l'inoccupation des bureaux,.
Cette pratique serait une forme de gestion de l'impression en réponse à la surveillance des salariés au travail.
Le terme « coffee badging » a été créé en juin 2023 par la société Owl Labs (en) dans un rapport sur la gestion du personnel,.